# Molde HK
El Molde HK es un club de balonmano femenino de la ciudad noruega de Molde. En la actualidad disputa la Liga de Noruega de balonmano femenino.

## Plantilla 2019-20
|  | Porteras - 1 Caroline Martins - 12 Mia Sletvold - 16 Ine Karlsen Stangvik Extremos derechos - 7 Hege Løken Extremos izquierdos - 8 Vilde Nerås - 3 Julie Lygren - 24 Martine Smeets Pivotes - 11 Sherin Obaidli - 23 Kristin Halvorsen | Laterales izquierdos - 5 Mari Molid - 9 Mona Obaidli - 20 Andrea Hanssen - 27 Lynn Molenaar Centrales - 10 Anniken Obaidli - 28 Sarah Paulsen Laterales derechos - 4 Malene Aambakk - 19 Mathilde Rivas Toft |